# Deformació unitària

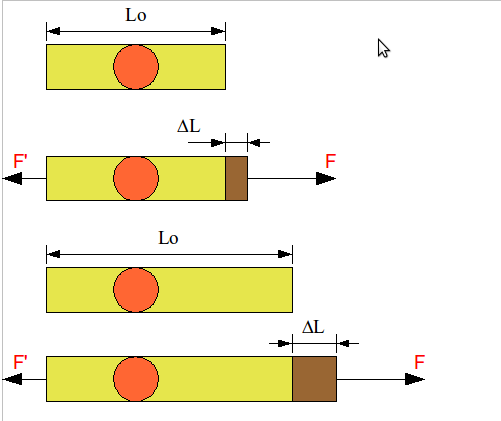
L'allargament unitari no depèn de la longitud inicial de la peça.

L'allargament unitari o deformació unitària és la relació entre l'allargament ∆L d'una peça i la llargària inicial Lo que tenia abans d'aplicar l'esforç de tracció. És a dir, l'allargament per unitat de longitud:
ε = ∆L / Lo (sense unitats)
On:
ε: és l'esforç de tracció.
∆L: és l'increment de llargària.
Lo: és la llargària inicial.

Quan s'aplica un esforç de tracció prou intens a un material, aquest s'allarga i incrementa la seva longitud. Independentment de la llargada inicial, si li aplicam una mateixa força, a dos peces del mateix material de diferent llargada inicial tindran el mateix allargament unitari.
L'allargament es pot expressar també en tant per cent (%). A l'assaig de tracció, la deformació del material és sempre un allargament. Però hi ha un valor particular d'aquest allargament que té una especial importància, es tracta del que ha experimentat la mostra just en el moment de trencar-se. Un cop trencada la proveta, s'uneixen els dos trossos en forma de percentatge i s'obté de la manera següent:
ε = ∆L / Lo · 100
El percentatge d'allargament és un valor que s'utilitza per mesurar la ductilitat dels metalls. Com més dúctils és un metall, més gran és el % d'allargaments.